# Stanisław Skrowaczewski
Stanisław Paweł Stefan Jan Sebastian Skrowaczewski (ur. 3 października 1923 we Lwowie, zm. 21 lutego 2017 w St. Louis Park) – polski dyrygent i kompozytor. Współpracował z czołowymi orkiestrami na świecie. Był jednym z najwybitniejszych dyrygentów drugiej połowy XX wieku.

## Życiorys
Od urodzenia do 1944 mieszkał w rodzinnym Lwowie. Kiedy miał cztery lata, rozpoczął naukę gry na fortepianie i skrzypcach u Florentyny Listowskiej. Trzy lata później skomponował swój pierwszy utwór symfoniczny. Kiedy miał 11 lat, wystąpił publicznie z recitalem fortepianowym. W 1936 wystąpił jako pianista i dyrygent w III koncercie fortepianowym Ludwiga van Beethovena. Był uczniem VIII Gimnazjum im. Kazimierza Wielkiego we Lwowie.
Podczas II wojny światowej, w czasie okupacji niemieckiej Lwowa, był karmicielem wszy w Instytucie Badań nad Tyfusem Plamistym i Wirusami profesora Rudolfa Weigla. W czasie walk wojsk niemieckich z Armią Czerwoną w lipcu 1944 doznał kontuzji obu dłoni, co przekreśliło nadzieje na karierę pianistyczną. Po przymusowym wysiedleniu Polaków ze Lwowa zamieszkał w Krakowie.
Studiował kompozycję pod kierunkiem Romana Palestra i dyrygenturę pod kierunkiem Waleriana Bierdiajewa w Państwowej Wyższej Szkole Muzycznej w Krakowie. W 1946 został dyrygentem Filharmonii Wrocławskiej. W latach 1947–1949 studiował w Paryżu u Nadii Boulanger. W latach 1949–1954 był dyrektorem Filharmonii Śląskiej w Katowicach. W 1953 otrzymał w PRL nagrodę państwową III stopnia za Kantatę o pokoju do słów Władysława Broniewskiego. W latach 1954–1956 dyrygował Filharmonią Krakowską. W 1955 został odznaczony Krzyżem Kawalerskim Orderu Odrodzenia Polski.
W czerwcu 1956 zwyciężył w finale międzynarodowego konkursu dyrygenckiego w Rzymie, po czym zadebiutował w Stanach Zjednoczonych z Cleveland Orchestra, a następnie dyrygował orkiestrami: New York Philharmonic, Pittsburgh Symphony Orchestra i Cincinnati Symphony Orchestra. W latach 1956–1959 był stałym dyrygentem Filharmonii Narodowej w Warszawie. W 1960 zamieszkał na stałe w USA. W latach 1960–1979 był dyrektorem artystycznym Minneapolis Symphony Orchestra (od 1970 Minnesota Orchestra). Dyrygował gościnnie najlepszymi orkiestrami na całym świecie, m.in. Berliner Philharmoniker, Wiener Symphoniker, London Symphony Orchestra, Koninklijk Concertgebouworkest, a także znakomitymi teatrami operowymi (Wiener Staatsoper, Metropolitan Opera). W latach 1984–1991 był głównym dyrygentem The Hallé Orchestra w Manchesterze w Wielkiej Brytanii. Z zespołem tym koncertował w Londynie i innych miastach Zjednoczonego Królestwa, a także w Niemczech, Austrii, Szwajcarii, Hiszpanii, Polsce i USA oraz krajach skandynawskich. W 1989 dyrygował w konkursie pianistycznym im. Van Clibena w Fort Worth w Teksasie.
W 1998 otrzymał nagrodę Golden Note Award za nagranie 9. Symfonii Brucknera, a w latach następnych zdobył szereg nagród za nagrania dzieł Antona Brucknera, Dmitrija Szostakowicza i Johannesa Brahmsa. Był związany z Minnesota Orchestra jako conductor laureate oraz piastował funkcję głównego gościnnego dyrygenta Saarländischer Rundfunk Orchestra i Narodowej Orkiestry Symfonicznej Polskiego Radia w Katowicach. W latach 90. i na początku XXI wieku (ostatni koncert – w grudniu 2014) prowadził w warszawskiej Filharmonii Narodowej serię koncertów z symfoniami Brucknera, których był wybitnym interpretatorem.
Pozostawił nagrania fonograficzne. Nagrywał dla firm płytowych – RCA, Philips, CBS, Denon (Japonia), EMI, Erato, Muza, Arte Nova (obecnie Oehms Classics), Vox, Mercury i in. Jego album z orkiestrą Saarländischer Rundfunk-Sinfonieorchester z wszystkimi symfoniami Brucknera (Arte Nova) został uhonorowany w Cannes nagrodą MIDEM Classical Award za najlepsze nagranie muzyki symfonicznej końca XIX wieku (2002).
Był członkiem zagranicznym Polskiej Akademii Umiejętności w Krakowie.
W 2004 otrzymał tytuł doktora honoris causa Akademii Muzycznej im. Karola Lipińskiego we Wrocławiu, a 17 maja 2012 – Akademii Muzycznej im. Karola Szymanowskiego w Katowicach. Ten tytuł nadały mu również: Saint Paul University, Uniwersytet Minnesoty i New England Conservatory of Music.
1 grudnia 2014 prezydent Bronisław Komorowski udekorował go Krzyżem Wielkim Orderu Odrodzenia Polski.

## Życie prywatne
Rodzicami dyrygenta byli Paweł i Zofia (z domu Karszniewicz) Skrowaczewscy. Żoną była Krystyna Jarosz. Mieli córkę (Anna Skrowaczewski) i dwóch synów (Paul i Nicholas). Umierając pozostawił dwoje wnucząt.

## Kompozycje[17]
- Uwertura w stylu klasycznym na orkiestrę (1944)
- Trio fortepianowe As-dur (1946)
- Trzy pieśni na sopran i orkiestrę (1946)
- Symfoniczne preludium, fuga i postludium na orkiestrę (1946–48)
- Uwertura na orkiestrę (1947)
- Mazurek na fortepian (1947)
- Symfonia na smyczki (1947–49)
- Muzyka nocą, wariacje symfoniczne na orkiestrę (1949)
- Ugo i Parisina, balet (1949–50)
- Pieśni nad pieśniami na sopran i orkiestrę kameralną (1949–51)
- Baśń symfoniczna o Krasnoludkach i Sierotce Marysi na orkiestrę (1952)
- Symfonia zwycięstwa (1954)
- Koncert na rożek angielski i orkiestrę (1969)
- Ricercari notturni na saksofon lub klarnet i orkiestrę (1977)
- Koncert na klarnet, a i orkiestrę (1980)
- Trio na klarnet, fagot i fortepian (1982–84)
- Fantasie per quattro na klarnet, skrzypce, wiolonczelę i fortepian (1984)
- Koncert na skrzypce i orkiestrę (1985)
- Koncert na orkiestrę (1985)
- Fanfare na orkiestrę (1987)
- Fantasie per sei na obój, skrzypce, altówkę, wiolonczelę, kontrabas i fortepian (1988)
- Trio smyczkowe (1990)
- Koncert potrójny na skrzypce, klarnet, fortepian i orkiestrę (1991)
- Fantasie per tre na flet, obój i wiolonczelę (1992)
- Gesualdo di Venosa: Six Madrigals na orkiestrę (1992)
- Chamber Concerto Ritornelli poi ritornelli na orkiestrę (1993)
- Passacaglia immaginaria na orkiestrę (1996)
- Musica a quattro na klarnet, skrzypce, altówkę i wiolonczelę (1998)
- Koncert na fortepian i orkiestrę (2002)
- Il Piffero della notte, fantazja na flet i orkiestrę (2007)
- Music for Winds (2009)